# 8. Sinfonie (Bruckner)
Die 8. Sinfonie in c-Moll (WAB 108) wurde in ihrer ersten Fassung von Anton Bruckner am 3. Juli 1887 nach dreijähriger Arbeit abgeschlossen. Die Sinfonie wurde dem Kaiser Franz Joseph I. von Österreich gewidmet.
Nach Vorlage der ersten Fassung an den Dirigenten Hermann Levi bekundete dieser sein Entsetzen über das neue, gewaltige Werk. Der verzweifelte Komponist tat das, was er so häufig zu tun pflegte: Er erstellte eine zweite Fassung, die 1890 fertig wurde. Zwischendurch legte er das Werk aber zeitweise auch wieder aus der Hand, und zwar zugunsten der Niederschrift einer Neufassung der 3. Sinfonie in d-moll (1888/89), die bis in die Gegenwart oft bevorzugt aufgeführte Drittfassung des Werkes.
Die später von Leopold Nowak herausgegebene reine zweite Fassung der 8. Sinfonie unterscheidet sich weiterhin von einer von Robert Haas veröffentlichten Mischfassung beider Ausgaben. Im Konzert begegnet man heute der reinen Zweitfassung von 1890 am häufigsten. Die Unterschiede zur Erstfassung sind beträchtlich, aber nicht vergleichbar mit den einstigen Umarbeitungen der Sinfonien Nr. 3 und 4.
Die eigentliche Arbeit an der Neufassung der 8. Sinfonie begann präzise im April 1889 und zog sich bis zum März 1890 hin. Eine von Felix Weingartner geplante Aufführung 1891 in Mannheim konnte nicht stattfinden. Zur außerordentlich erfolgreichen Uraufführung der 8. Sinfonie in ihrer zweiten Fassung kam es dann erst am 18. Dezember 1892 durch die Wiener Philharmoniker unter der Leitung von Hans Richter.

## Besetzung
3 Flöten, 3 Oboen, 3 Klarinetten, 3 Fagotte (das dritte auch Kontrafagott), 8 Hörner (4 wechseln mit Wagnertuben), 3 Trompeten, 3 Posaunen, Basstuba, Pauken, Triangel, Becken 3 Harfen, I. Violine, II. Violine, Bratsche, Violoncello, Kontrabass

## Zur Musik
Die Sinfonie besteht aus vier Sätzen, wobei langsamer Satz (Adagio) und Scherzo entgegen den Prinzipien der klassischen Sinfonie vertauscht sind, wie dies auch schon andere Komponisten angewendet hatten (z. B. Beethoven in seiner neunten und Schumann in seiner zweiten Sinfonie). Es ist aber bemerkenswert, dass Bruckner diese Verfahrensweise nach dem Streichquintett zum ersten Mal offiziell in einer Sinfonie einsetzt, obgleich schon rückblickend auf das Jahr 1872 der erste Entwurf seiner 2. Sinfonie in c-moll diese Art der Satzfolge anordnet.
Die vier Sätze tragen die Bezeichnungen:
1. Allegro moderato (Spieldauer etwa 17 min)
2. Scherzo. Allegro moderato (Spieldauer etwa 15 min)
3. Adagio. Feierlich langsam, doch nicht schleppend (Spieldauer etwa 27 min)
4. Finale. Feierlich, nicht schnell (Spieldauer etwa 23 min)

Mit einer Spieldauer von circa 80 Minuten ist Bruckners „Achte“ die erste Sinfonie, welche ein solches zeitliches Ausmaß erreicht hat (Mahlers Sinfonien folgen nachher diesem Beispiel), und zugleich auch Bruckners längste Sinfonie.

### 1. Satz: Allegro moderato
Der Satz beginnt in geheimnisvoller Stimmung mit einem F in Streichern und Horn, worauf unmittelbar ein gleichsam dunkel getöntes Motiv mit sofort darauf folgender doppelter Punktierung der tiefen Streicher erklingt. Damit ist in bezwingender Kürze die Verklammerung mit dem Ende der gesamten Sinfonie festgelegt; das gerade Erklungene wird in drohender Gebärde gegen Schluss des Finalsatzes vor Beginn der Coda noch einmal bekräftigend erklingen.
Über Umwege gerät das Kopfthema mit einer nicht zu überhörenden verzweifelten Suche nach einer Auflösung der Anspannung zur Haupttonart c-moll. Der von Bruckner hier verwendete Rhythmus stimmt mit dem des ersten d-moll-Themas in Beethovens 9. Sinfonie überein (Takte 17–18 der 9. Sinfonie). Die kraftvolle Wiederholung des vorgestellten Materials führt nach einer kurzen Überleitung zum 2. Thema mit aufsteigenden Skalen in G- bzw. Des-Dur, wobei enharmonische Verwechslungen (I. Violinen!) anzutreffen sind. Dieser im insgesamt kurzen ersten Satz recht breit angelegten Phase folgt das dritte Thema, ein Unisono-Motiv. Es entwickelt harmonische Schärfen in der Umkehrung absteigender Kaskaden des einst aufsteigenden Duolen/Triolenmotivs aus dem Beginn des zweiten Themas. Dramatische Steigerungen mit vorwärts drängendem, stetem Wechsel der Tonarten führen zum schmetternden Ausklang im Blech, das Ende der Exposition unmittelbar ankündigend.
Die Durchführung bietet Platz für die erschütternde Klangentladung einer groß angelegten Steigerungswelle: Das zweite Thema, zeitlich etwa die Mitte des ersten Satzes darstellend, entfaltet sich zunächst in seiner Umkehrung und führt zu einem überwältigenden Ausbruch jener Passagen, in denen Thema 1 und 2 übereinandergeschichtet erklingen. Dieser Abschnitt findet hinsichtlich seiner dramatischen Intensität nur noch einmal eine Entsprechung im weiteren Verlauf des Satzes, nämlich in der letzten Steigerungswelle vor der Coda.
Der Übergang zur Reprise ist fließend – noch einmal breitet sich das Skalenthema in seiner ganzen Schönheit aus, bis das ebenfalls wieder erklingende dritte Thema in die Steigerung eintritt, die sich mit unerbittlicher c-moll-Beschwörung und bekräftigenden Trompetenstößen aufbäumt und abbricht.
Bei der Coda handelt es sich um den einzigen Satzabschluss von Bruckners Ecksätzen, der leise ausklingt. 1887 noch endete der Satz mit einer markigen Fortissimo-Passage über 29 Takte, die in der Fassung von 1890 entfernt wurde. Bruckner selbst beschrieb die Coda von 1890 als Totenuhr. Zitat Bruckner: „Dös is so, wie wenn einer im Sterben liegt und gegenüber hängt die Uhr, die, während sein Leben zu Ende geht, immer gleichmäßig fortschlägt …“

### 2. Satz: Scherzo. Allegro moderato – Trio. Langsam
„Der deutsche Michel träumt ins Land hinaus“ ist eine programmatische Erklärung Bruckners zum c-moll-Scherzo seiner 8. Sinfonie. Dieses Scherzo von beträchtlichem Ausmaß, das die Form A-B-A-C-A-B-A aufweist, sprengt bisherige Konventionen, schreitet in seinem steten Rhythmus markig einher, aber auch die zarten und gar träumerischen Episoden kommen nicht zu kurz.
Die Symbolfigur des Deutschen Michels, vielfach beschreibbar, stellt die nationale Gestalt eines friedliebenden, träumerischen Biedermanns dar, einfältig, schlafmützig, aber gutmütig. „Wenn dieser vor sich hinsinnende Bauernsohn in die Landschaft hineinträumt“, dann ist die musikalische Bebilderung dazu im breit angelegten As-Dur-Trio des Scherzos zu entdecken. Und es ist letztlich Bruckner selbst, der in diese friedliche Landschaft hineinträumt.
Schon in der Fassung von 1887 stellt das Trio zu Beginn eine tröstende Melodie in As-Dur vor, damals noch etwas bewegter im Tempo, während das Trio der zweiten Fassung von 1890 das gleiche Material in reichhaltiger Abwandlung bearbeitet und innerhalb der umrahmenden Scherzo-Teile ein kleines Adagio entstehen lässt.
In der ersten Fassung fehlten noch die Harfen, die in der zweiten Fassung schon hier und nicht erst im 3. Satz (Adagio) eine zauberhafte Stimmung entfalten. Auch das Trio ist wiederum dreiteilig aufgebaut, nach dem ersten Erscheinen der Harfen erfährt der musikalische Ausdruck eine weitere Verinnerlichung – es ist laut Bruckner die Stelle, „wo der Michel kurz im Gebet innehält“. Nach Rückkehr zum ersten Trio-Teil erfolgt wieder der Abschluss mit Harfenklang, bevor die Wiederholung des massiven Scherzos beginnt und der Satz in auftrumpfendem C-Dur ausklingt.

### 3. Satz: Adagio. Feierlich langsam, doch nicht schleppend
Das Adagio als fünfteiliges Rondo (A-B-A’-B’-A’’) und seiner Bogenstruktur wie schon zur Zeit der zweiten Sinfonie erprobt, ist Bruckners längster Sinfoniesatz und steht in Des-Dur. Nach leise schwebenden Einleitungstakten, gebaut auf dem sich ergebenden Rhythmus durch die Verwendung von Synkopen, erklingt das Motto des Satzes, ein zarter und lang gezogener punktierter Streicherton auf as, folgend heses und wieder as. Hier gelingt es Bruckner, mit einem Motiv, welches in seiner Ausdehnung äußerst kurz geraten ist, größte Kräfte im Verlauf des Satzes bis zum Schluss zu entfalten, und zwar immer wiederkehrend, sei es versteckt oder präsent hörbar. Der erste Höhepunkt des Themas mit seiner aufstrebenden Quintole wie schon im zweiten Thema des ersten Satzes, weckt sofort Erinnerungen an das aufsteigende Thema des ersten Satzes der 7. Sinfonie.
Die noch häufiger wiederkehrenden Anklänge an das Vorgängerwerk sind Bruckner oft zum Vorwurf gemacht worden. Die Vorwürfe sind entkräftet, wenn man die durchaus gewollten wechselbezüglichen Zitate des gesamten Spätwerks näher untersucht. Das erstmalige Erscheinen des Hauptthemas der 7. Sinfonie kreiert einen großen Bogen bis zum Schluss des Adagios aus der Neunten, auch über solche Werke wie Helgoland oder den 150. Psalm.
Im Adagio der 8. Sinfonie setzte Bruckner wie in der ersten als auch zweiten Fassung Harfen ein, die zum Beispiel der fortgesetzten Episode des ersten Themas mit ihren Choralaufschwüngen eine unverwechselbare Klangfarbe verleihen. Harfen kommen in Bruckners Sinfonien sonst nicht vor; zu ihrer Verwendung in der Achten sagt Bruckner dennoch Folgendes: „A Harf’n g’hert in ka Symphonie; i’ hab’ ma nöt helf’n könna!“
Das zweite Thema des Adagios enthält als absteigendes Intervall die Sext, das versteckt oder deutlich hervortretend die ganze Sinfonie durchzieht, später wieder deutlich hervortretend zu Beginn des zweiten Themas im Finale. Nach der Vorstellung des zweiten Adagiothemas folgen in zeitausgedehnter Abfolge mehrere Steigerungswellen oder unvermittelt einbrechende Klangblöcke in erhabener Größe, im 5. Teil erhält das Hauptthema zudem filigranartige Umspielungen durch die Bratschen. Einer der Höhepunkte enthält als Zitat das Siegfried-Motiv von Wagner, „als Erinnerung an den Meister“. Der endgültige Höhepunkt des Satzes verwendet den Beckenschlag, wonach eine Wiederholung der Passagen mit den Choralaufschwüngen, die in der ersten Fassung noch einen Anklang an Parsifal von Wagner enthielten, zur breit angelegten Coda überleitet, die in ihren warmen Klängen der Tuben und tiefen Streicher auch die Abwärtstonfolge der Totenuhr aus dem ersten Satz erklingen lässt.

### 4. Satz: Finale. Feierlich, nicht schnell
Der monumentale Finalsatz wird nach einem kurzen Einleitungscrescendo der Streicher mit gewaltigen Blechbläserakkorden eröffnet. Diesen ersten Themenabschnitt kommentiert Bruckner unter Bezugnahme auf die zur Zeit der Komposition erfolgte „Dreikaiserzusammenkunft“: „Unser Kaiser bekam damals Besuch des Zaren in Olmütz, daher Streicher; Ritt der Kosaken; Blech: Militärmusik: Trompeten; Fanfaren, wie sich die Majestäten begegnen“.
Bruckner-Forscher weisen jedoch immer wieder darauf hin, dass Bruckner mit solchen Äußerungen möglicherweise nur einen vermeintlichen Zeitgeschmack treffen wollte. Ob er beim Komponieren tatsächlich die drei Kaiser vor Augen hatte, erscheint heute mehr als fraglich und gehört zu den vielen Geheimnissen, Mysterien und Vieldeutigkeiten, die sich um die Person Bruckners ranken.
Das zweite Thema enthält in den Streichern zu Beginn wieder die ab- und aufsteigende Sext und ruft damit eine zarte Erinnerung an das vorausgegangene Adagio wach. Der dritte Themenkomplex, durchdrungen von marschartigem Charakter, knüpft verbindend zum Anfang des Finalsatzes an. Entspannt klingt die Exposition unter Verwendung des Blechbläserthemas vom Anfang im Vortrag durch drei Flöten mit der Wirkung eines Echos aus.
In der Durchführung, die durchaus einen aufmerksamen und konzentrierten Zuhörer erfordert, finden, wie bei Bruckner üblich, große dramatische Steigerungen statt, bevor die Reprise mit einer Wucht hereinbricht, die das Inferno des Satzbeginns noch steigert.
Die Reprise des zweiten Themas verspricht eine kurze Atempause vor den zwei letzten großen Steigerungen des Satzes, die noch bevorstehen. Die erste ist die Fugatoverarbeitung des dritten Themas, die zum verzweifelten Ausbruch des Hauptthemas (hier in f-moll) aus dem ersten Satz führt und die Verklammerung des ganzen Werkes vom Anfang bis Schluss bekräftigt. Doch den krönenden Abschluss bringt die ausführliche Coda, in deren letzten 13 Takten alle Hauptthemen der vier Sätze gleichzeitig erklingen. Das Hauptthema des ersten Satzes erhält ganz am Schluss seine versöhnende Variante in C-Dur.

## Beinamen
Die Monumentalität der 8. Sinfonie Bruckners hat Menschen des Öfteren dazu veranlasst, sie mit Beinamen zu versehen. Bruckner selbst sprach von seinem „Mysterium“, vereinzelt ist der Beiname „Apokalyptische“, seltener auch „Tragische“ zu lesen. Vielfach wird die Achte auch als „Krone der Musik des 19. Jahrhunderts“ bezeichnet.

## Diskografie (Auswahl)
In Klammern die jeweiligen Laufzeiten der einzelnen Sätze:

### Fassung 1887
- 1982: Eliahu Inbal, Radio-Sinfonie-Orchester Frankfurt (14:01—13:26—26:47—21:09) – Teldec 4509-93679-2
- 1996: Georg Tintner, National Symphony Orchestra of Ireland (17:41—15:14—31:10—25:10) – Naxos 8.554215-16
- 2005: Dennis Russell Davies, Bruckner Orchester Linz (15:00—13:20—25:55—25:74) – Arte Nova 82876 62856 2
- 2009: Kent Nagano, Bayerisches Staatsorchester (19.55—17:09—33:37—28:44) – FARAO classics
- 2009: Simone Young, Philharmoniker Hamburg (live 14. & 15. Dezember 2008) (16:05—14:37—27:44—24:10) — Oehms Classics OC 638

### Intermediärvariante 1888
- 2013: Gerd Schaller, Philharmonie Festiva (Carragan) (17:58—14:03—28:58—24:24) – Profil Edition Günter Hänssler PH13027

### Fassung 1890
- 1944, 29. September: Herbert von Karajan, Preußische Staatskapelle (Haas); nur IV. Satz (Finale) (27:31) – eine der ersten Stereoaufnahmen, aufgenommen im Haus des Rundfunks von der Reichs-Rundfunk-Gesellschaft  – The Orchard Music
- 1944: Wilhelm Furtwängler, Wiener Philharmoniker (live 17. Oktober 1944) – (Mischfassung) (15:15—14:12—25:12—22:20) – Music & Arts
- 1949: Eugen Jochum, Philharmonisches Staatsorchester Hamburg (15:06—13:56—30:36—23:01) – Deutsche Grammophon
- 1955: Eduard van Beinum, Concertgebouw-Orchester (14:05—13:56—23:23—20:47) – Philips 442 730-2
- 1957: Otto Klemperer, Kölner Rundfunk-Sinfonie-Orchester (Nowak) (14:19—14:28—22:37—20:38) – Medici Arts Ltd.
- 1963: Hans Knappertsbusch, Münchner Philharmoniker (Erstdruckfassung 1892) (15:56—15:59—27:40—26:02) – Westminster/Universal
- 1964: Eugen Jochum, Berliner Philharmoniker (Nowak) (13:36—13:54—26:35—19:49) – Deutsche Grammophon
- 1964: Carl Schuricht, Wiener Philharmoniker (15:34—14:00—21:44—19:44) – EMI
- 1969: George Szell, Cleveland Orchestra (14:31—16:14—29:04—22:04) – Columbia/SONY SB2K 53519
- 1971: Karl Böhm, Symphonieorchester des Bayerischen Rundfunks (Nowak) (13:39—13:08—24:28—20:40) – audite 95.495
- 1975: Herbert Kegel, Rundfunk-Sinfonieorchester Leipzig (15:54—14:49—24:03—23:50) – Eterna/PILZ EGR 44 2063-2
- 1977: Karl Böhm, Wiener Philharmoniker (Nowak) (14:53—14:28—27:55—23:06) – Deutsche Grammophon
- 1977: Rafael Kubelík, Symphonieorchester des Bayerischen Rundfunks (Nowak) (15:27–15:06—25:29—22:06)  – BR-Klassik 900703
- 1979: Eugen Jochum, Staatskapelle Dresden (Nowak) (13:55—14:00—27:24—20.46) – Eterna/EMI 7243 5 73827 2 4
- 1979: Günter Wand, Kölner Rundfunk-Sinfonie-Orchester (Haas) (15:44—15:04—26:10—24:24) – Deutsche Harmonia Mundi/RCA/BMG CD 60083
- 1980: Daniel Barenboim, Chicago Symphony Orchestra (15:21—15:09—25:55—22.55) – Deutsche Grammophon 428 025-2
- 1984: Eugen Jochum, Concertgebouw-Orchester (live 26. November 1984) (14:53—14:19—27:53—22:10) – TAHRA TAH 169
- 1985: Carlo Maria Giulini, Wiener Philharmoniker (Nowak) (17:00—16:25—29:15—24:40) –  Deutsche Grammophon 415 125-2
- 1987: Günter Wand, Sinfonieorchester des NDR Hamburg (live 22./23. August 1987) – (Haas) (16:50—15:37—28:29—25:15) – Deutsche Harmonia Mundi/EMI
- 1989: Herbert von Karajan, Wiener Philharmoniker (Haas) (16:59—16:25—25:13—23:59) – Deutsche Grammophon 427 611-2
- 1991: Michael Gielen, Sinfonieorchester des Südwestfunks (Haas) (16:24—17:07—26:41—23:36) – Intercord
- 1992: Sir Georg Solti, Chicago Symphony Orchestra (15:00—14:25—24:09—20:09) – Decca 430 228-2
- 1993: Sergiu Celibidache, Münchner Philharmoniker (live) (20:56—16:05—35:04—32:08) – EMI 5 56696 2
- 1993: Jesús López Cobos, Cincinnati Symphony Orchestra (15:17—13:51—24:38—22:19) – Telarc CD 80343
- 1995: Bernard Haitink, Wiener Philharmoniker (Haas) (16:48—15:04—27:26—23:47) –  Philips CD 446 659-2
- 1996: Pierre Boulez, Wiener Philharmoniker (Haas) (15:10—13:44—24:57—22:25) – DG 459 687-2
- 1998: Takashi Asahina, Tokyo Metropolitan Orchestra (live 28. September 1998) – (Haas) (15:27—15:59—27:13—22:58) – fontec FOCSD9124/5
- 2000: Nikolaus Harnoncourt, Berliner Philharmoniker (16:25—14:19—27:22—24:32) – Teldec 81037-2
- 2000: Günter Wand, Münchner Philharmoniker (Haas) (17:24—16:31—27:58—27:48) – Hänssler PH06008
- 2001: Stanisław Skrowaczewski, Rundfunk-Sinfonieorchester Saarbrücken (15:30—16:02—28:14—22:19) – Oehms Classics CD OC217
- 2001: Günter Wand, Berliner Philharmoniker (live 19.–22. Januar 2001) – (Haas) (17:03—16:07—27:36—26:21) – RCA CD 82866 2
- 2002: Franz Welser-Möst, Gustav Mahler Jugendorchester (live 2./3. April 2002) (14:46—14:32—26:43—21:36) – EMI 72435 574062 5
- 2005: Herbert Blomstedt, Gewandhausorchester Leipzig (live 1./2. Juli 2005) – (Haas) (16:39—15:00—29:52—23:14) – Querstand VKJK 0604
- 2017: Hartmut Haenchen, Königliche Kapelle Kopenhagen (27. Mai 2017) (14:13—13:30—21:47—19:49) — GENUIN classics GEN 18622